# Ira von Fürstenberg

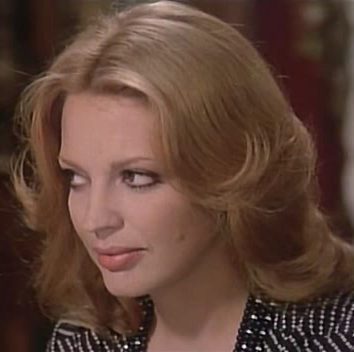
Ira von Fürstenberg (1975)

Ira von Fürstenberg (eigentlich Virginia Carolina Theresa Pancrazia Galdina Fürstenberg; * 17. April 1940 in Rom; † 18. Februar 2024 ebenda) war eine italienische Schauspielerin und Schmuckdesignerin.

## Leben
Ira von Fürstenberg stammte aus dem Fürstenhaus Fürstenberg und war das älteste der drei Kinder von Tassilo Fürstenberg (1903–1987) und dessen Ehefrau Clara Agnelli (1920–2016), einer Schwester der ehemaligen Fiat-Chefs Giovanni und Umberto Agnelli. Ihre Brüder waren Egon von Fürstenberg (1946–2004) und Sebastian Fürstenberg (* 1950). Die Modeschöpferin Virginia von Fürstenberg (1974–2023) war ihre Nichte.
Ihr öffentliches Leben begann mit einem Skandal, als sie am 17. September 1955 im Alter von 15 Jahren den 31-jährigen Alfonso Prinz zu Hohenlohe (1924–2003) heiratete. Aus der Ehe, die bis 1960 hielt, gingen zwei Söhne hervor, Christoph (1956–2006, starb Anfang August 2006 unter nicht geklärten Umständen in einem Gefängnis in Thailand) und Hubertus.
In zweiter Ehe war sie von 1961 bis 1964 mit dem brasilianischen Unternehmer Francisco Pignatari (1916–1977) verheiratet.
Ira von Fürstenberg stand als illustre Vertreterin der High Society über Jahrzehnte im Brennpunkt der Regenbogenpresse. Sie betätigte sich bei Modenschauen als Mannequin, und obwohl sie nie Schauspielunterricht erhalten hatte, nahm sie 1966 ein Rollenangebot des italienischen Produzenten Dino De Laurentiis an. Danach wirkte sie 15 Jahre lang in zahlreichen Produktionen des internationalen Films mit. 1976 wurde sie zur Präsidentin der italienischen Filiale der Kosmetikfirma Germaine Monteil ernannt. 1978 wurde sie Generaldirektorin des römischen Modehauses Valentino. Im Januar 1992 erhielt sie bei Sat.1 eine eigene Fernsehreihe, Palastgeflüster. Ira von Fürstenberg machte sich zudem als Designerin von Kunstobjekten einen Namen.
Als TV-Gast bei Harald Schmidt behauptete sie, dass eine Eheschließung von ihr mit dem verwitweten Fürst Rainier von Monaco überlegt worden sei. Sie waren über die gemeinsame Vorfahrin Lady Mary Victoria Hamilton verwandt, die schottisch-deutsche Gemahlin von Albert I. von Monaco.
Ira von Fürstenberg sprach Italienisch, Deutsch, Französisch, Spanisch, Englisch und Portugiesisch.
Im Februar 2024 starb sie im Alter von 83 Jahren.

## Filmografie
- 1966: Matchless
- 1966: Caprice
- 1967: Ich tötete Rasputin (J’ai tué Raspoutine)
- 1967: Geheimnisse in goldenen Nylons (Deux billets pour Mexico)
- 1967: Negresco****
- 1968: A qualsiasi prezzo
- 1967: Capriccio all’italiana
- 1969: Königstiger vor El Alamein (La battaglia di El Alamein)
- 1969: Geminus (TV)
- 1969: Playgirl 70
- 1969: Hello – Goodbye
- 1969: Il Prof. Dott. Guido Tersilli, primario della clinica Villa Celeste convenzionata con le mutue
- 1970: Nel giorno del signore
- 1970: 5 bambole per la luna d’agosto
- 1970: Sein Schlachtfeld war das Bett (Le caldi notti di Don Giovanni)
- 1971: No desearás al vecino del quinto
- 1971: Le belve
- 1971: Homo Eroticus
- 1971: Ein schwarzer Tag für den Widder (Una giornata nera per l’ariete)
- 1972: Das Lied von Mord und Totschlag (Los amigos)
- 1974: Das Urteil – Prozeß im Schnellverfahren (Processo per direttissima)
- 1975: I baroni
- 1976: Cuando los maridos se iban a la guerra
- 1978: O amante de Minha Mulher
- 1978: Réquiem por un empleado
- 1979: Desejo Selvagem
- 1982: Plus beau que moi, tu meurs